# 青銅石斑魚

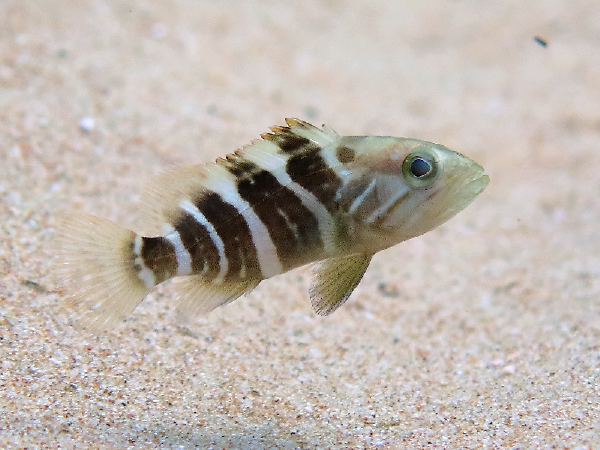
一条青铜石斑鱼的幼鱼

青銅石斑魚，為輻鰭魚綱鱸形目鱸亞目鮨科的其中一種，分布於大西洋的亚热带和热带海域以及地中海，棲息深度20-200公尺，棲息在沙泥底質、岩石底質海域，為底棲性魚類，屬肉食性，這是一個雌性先熟的雌雄同體，以頭足類、魚類、甲殼類為食，為高經濟價值的食用魚及遊釣魚。该鱼最大可长到120cm长、25kg，但一般长度不超过60cm.

## 外貌特征
成年鱼全身为暗红色、棕绿色或棕色，胸鳍颜色较躯干要深，体长10-50cm。前鳃盖骨非常尖，在尖端有3-6根鱼刺，背鳍有10-11根鱼刺以及14-16根软棘，臀鳍则有3根鱼刺和7-9根软棘，尾鳍为圆形。
幼鱼全身为白色，有五条黑色条纹，胸鳍上有模糊的黑色斑点

## 物种分布
在大西洋沿岸，该鱼分布于北至葡萄牙的南部海岸线、南至安哥拉的浅海海域，在加那利群岛、马德拉群岛、佛得角和几内亚湾沿岸的诸多岛屿附近也有少量分布。在地中海中部虽有分布但较为罕见，而在地中海北部（北纬44°左右）和亚得里亚海则非常常见，近年也有在科西嘉岛和摩纳哥捕获记录。虽然有历史报告宣称在英国康沃尔郡海域曾捕捉到该鱼，一般不认为该物种在英国有现存种群

## 生活习性
青铜石斑鱼栖息于沙泥底质与岩石底质的海底，幼鱼则多栖息于河口湾、潟湖与环礁湖中。该鱼为肉食性动物，猎物包括小型鱼类、虾蛄、螃蟹和头足类。在塞内加尔和毛里塔尼亚的外海的青铜石斑鱼会进行季节性的迁徙，有报告猜测认为这可能与该海域的上升流有联系该物种为雌性先熟：幼鱼会在5-7岁成长为性成熟的雌性，后在11-13岁时变为雄性。根据海域不同，该鱼的繁殖季节可早至6月（突尼斯领海），晚至8月下旬（伊斯肯德伦湾）。

## 物种现状
作为颇受欢迎的游钓鱼以及高价值的食用鱼，许多国家都对青铜石斑鱼有大规模的捕捞，在非洲沿海和东地中海尤为严重。近30年，希腊、西撒哈拉和塞内加尔外海的青铜石斑鱼种群已经衰减了99%，其他国家也有平均24%的减少。虽然希腊、西班牙等国要求渔民必须放生小于45cm的个体，在一些捕获量极大的国家例如突尼斯、毛里塔尼亚和土耳其仍然没有相关的保护政策，对未成年个体的捕捞依然频繁。加之目前养殖技术尚不充分，青铜石斑鱼的种群在未来很有可能继续衰减。

## 擴展閱讀
維基物種上的相關：青銅石斑魚